# Hephzibah Menuhin

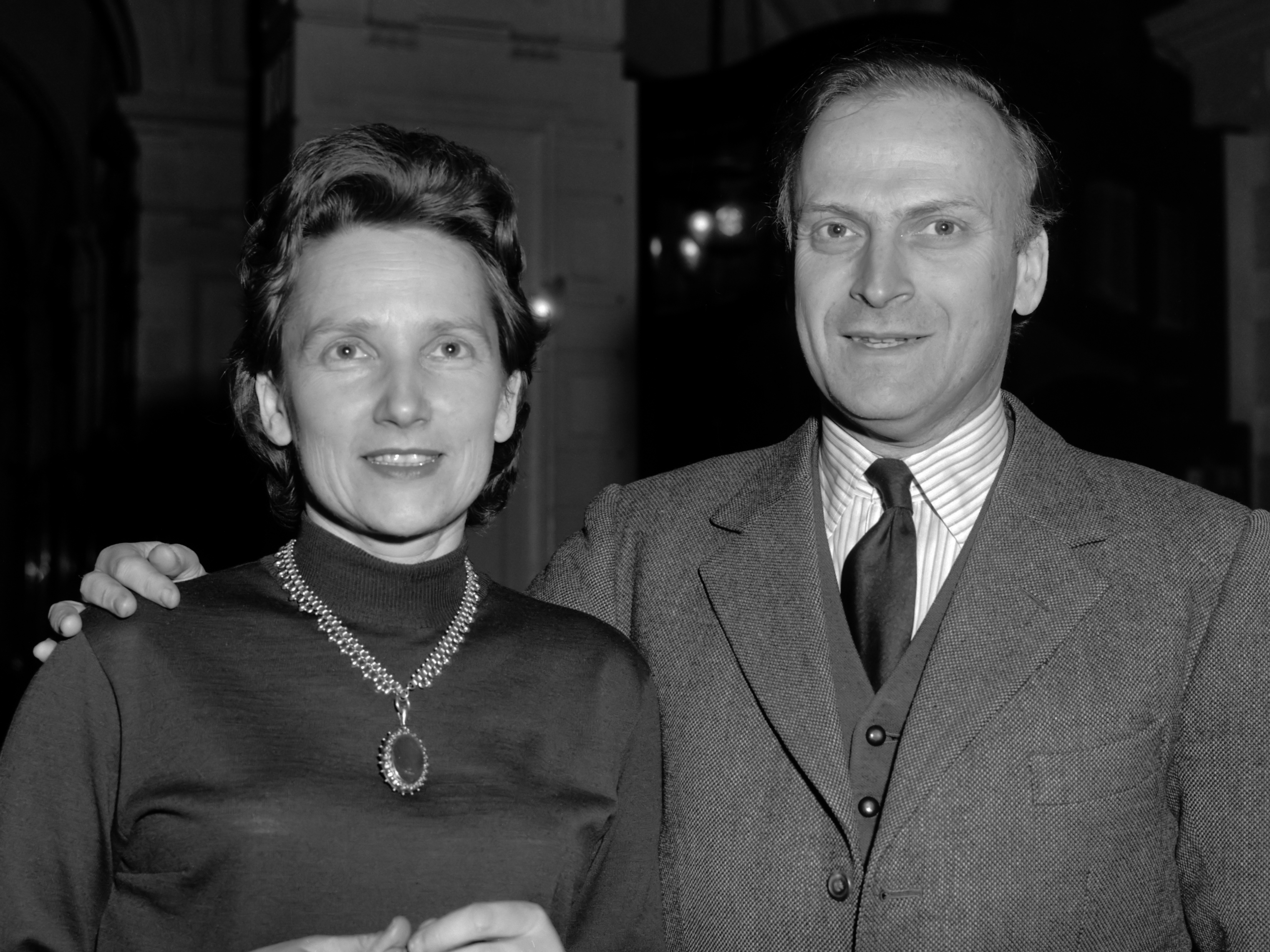
Hephzibah Menuhin-Hauser mit ihrem Bruder Yehudi Menuhin (1963)

Hephzibah Menuhin-Hauser (* 20. Mai 1920 in San Francisco; † 1. Januar 1981 in London) war eine amerikanisch-jüdische Pianistin und Menschenrechtskämpferin. Sie war die Schwester des weltbekannten Violinisten Yehudi Menuhin und der Pianistin, Malerin und Philosophin Yaltah Menuhin.

## Leben
Hephzibahs Vater Moshe Menuhin, der ein Studium bei einem Rabbiner absolviert hatte und ein antizionistischer Schriftsteller war, entstammte einer angesehenen rabbinischen Dynastie. Hephzibah Menuhin begann im Alter von vier Jahren mit dem Klavierspiel und erwies sich wie ihr Bruder als musikalisches Wunderkind.
Studien führten sie nach Basel zu Rudolf Serkin und nach Paris zu Marcel Ciampi. 1933 nahm sie gemeinsam mit Yehudi ihre erste Schallplatte auf (Mozarts Sonate A-Dur KV 526), die mit dem Candid Prize als beste Platte des Jahres ausgezeichnet wurde. Als Duo debütierten sie 1934 in der Pariser Salle Pleyel und sie traten auch in den folgenden Jahrzehnten immer wieder gemeinsam auf. Hephzibah profilierte sich aber auch in Solokonzerten in zahlreichen europäischen und amerikanischen Städten; unter anderem spielte sie die australische Erstaufführung von Bartóks 2. Klavierkonzert. 1951 spielte sie gemeinsam mit Yehudi zur Eröffnung der Royal Festival Hall in London; dort erfolgte 1979 auch ihr letzter Konzertauftritt, wiederum gemeinsam mit ihrem Bruder.
1938 heiratete sie im Alter von 17 Jahren den australischen Viehzüchter Lindsay Nicholas, Erbe des Herstellers der australischen „Aspirin“, den sie auf sein Grundstück Terrinallum in Westvictoria begleitete. Dort brachte sie ihre beiden Söhne zur Welt. Ihr Bruder Yehudi hatte kurz zuvor Lindsays Schwester Nola geheiratet. Beide Ehen wurden geschieden.
1955 heiratete Hephzibah Menuhin Richard Hauser, welcher der Religionsgemeinschaft der Quäker angehörte. Aus der Ehe ging eine Tochter hervor. Die Familie zog 1957 nach London, wo sie einen Ziehsohn aufnahm. In England gründete sie das Institute for Human Rights and Responsibilities und das Center for Group Studies, um Studierende entsprechend ihren Möglichkeiten fördern und unterstützen zu lassen. Das Haus der Familie Menuhin-Hauser galt als Zufluchtsstätte für jene, die Menschenrechtsverfolgungen ausgesetzt waren. Ihr erklärtes Ziel war es, allen Minderheiten auf der gesamten Welt zu helfen.

## Dokumentarfilm
Der australische Regisseur Curtis Levy hatte Hephzibah Menuhin, die eine Freundin seiner Mutter gewesen war, als Kind kennengelernt. 1998 drehte er einen 75-minütigen Film mit dem Titel Hephzibah. In der Dokumentation erzählt zum Beispiel Yehudi Menuhin, wie er und Hephzibah ihre jeweiligen Ehepartner kennengelernt haben. Levy baute private Filmaufnahmen und Fotos ein und ließ Hephzibahs Briefe von einer Schauspielerin vorlesen. Sowohl private als auch öffentliche Auftritte als Pianistin werden wiedergegeben.